# Robert Paynter
Robert William Paynter (* 12. März 1928 in London, England; † 20. Oktober 2010 auf der Isle of Wight) war ein britischer Kameramann.

## Leben
Robert Paynter besuchte die Mercers’ School in Holborn und wurde während des Zweiten Weltkrieges nach Horsham evakuiert. 1943 begann er seine Berufslaufbahn als Kameraassistent bei der MOI (Ministry of Information) Colonial Film Unit. Anfang der 1950er-Jahre wurde er bei British Transport Films zum Kameramann fortgebildet. Er lernte sein Handwerk unter anderem bei David Watkin und Billy Williams und drehte danach verschiedene Kurz- und Dokumentarfilme. Während dieser Zeit war er häufiger in Afrika und war so unter anderem persönlicher Kameramann Haile Selassies. In den 1960er-Jahren arbeitete er hauptsächlich für den Fernsehsender ITV und drehte unter anderem Werbespots für Kellogg’s, Mars und Guinness.
Paynters Filmkarriere begann 1968 mit Michael Winners Kriegsfilm Hannibal Brooks. Beide arbeiteten miteinander an insgesamt zehn Filmen, darunter die Western Lawman und Chatos Land sowie die Raymond-Chandler-Verfilmung Tote schlafen besser mit Robert Mitchum als Philip Marlowe. Zwischen 1981 und 1986 Jahren arbeitete Paynter mit dem Regisseur John Landis zusammen. Neben den Spielfilmen  American Werewolf, Die Glücksritter, Kopfüber in die Nacht und Spione wie wir führte er auch die Kamera bei Landis’ 13-minütigen Michael Jackson-Musikvideo Thriller. Landis verschaffte Paynter zudem Cameo-Auftritte in einigen seiner Filme; zuletzt in der Komödie Burke & Hare mit Simon Pegg und Tim Curry. In den 1980er-Jahren fotografierte er zudem Richard Lesters Superman-Filme Superman II – Allein gegen alle und Superman III – Der stählerne Blitz. Ebenfalls für Lester machte Paynter 1991 seine letzten Aufnahmen – er führte eine der Kameras bei dem Konzertfilm Get Back über die 1990er Welttournee von Paul McCartney.
Paynter war von 1950 bis zu deren Tod 2001 mit Marjorie Dawson verheiratet; aus der Ehe gingen drei Kinder hervor.

## Filmografie (Auswahl)
- 1968: Hannibal Brooks
- 1971: Lawman
- 1972: Chatos Land (Chato’s Land)
- 1972: Kalter Hauch (The Mechanic)
- 1973: Scorpio, der Killer (Scorpio)
- 1980: Superman II – Allein gegen alle (Superman II)
- 1981: American Werewolf (An American Werewolf in London)
- 1981: Barbara’s Baby – Omen III (The Final Conflict)
- 1983: Thriller
- 1983: Superman III – Der stählerne Blitz (Superman III)
- 1983: Die Glücksritter (Trading Places)
- 1983: Curtains – Wahn ohne Ende (Curtains… The ultimate Nightmare)
- 1984: Die Muppets erobern Manhattan (The Muppets Take Manhattan)
- 1985: Spione wie wir (Spies Like Us)
- 1985: Hilfe, die Amis kommen (European Vacation)
- 1985: Kopfüber in die Nacht (Into the Night)
- 1986: Der kleine Horrorladen (Little Shop of Horrors)
- 1991: Rock-a-Doodle – Ein Hahn erobert die Stadt (Rock-a-Doodle)